# Trophée Curt Hammer
Le Trophée Curt Hammer (en anglais : USHL Curt Hammer Award) est un trophée remis annuellement depuis 1988 au joueur ayant démontré les meilleures aptitudes sur et hors glace, tout en ayant conservé un niveau de jeu élevé et une grande détermination dans la United States Hockey League.
Le trophée fut nommé en l'honneur de Curt Hammer, homme qui fut le président des Buccaneers de Des Moines durant trois saisons ainsi que secrétaire pour la ligue. Il succomba à un cancer en 1987 alors qu'il était encore en fonction. 

## Gagnant du trophée
| Saison    | Récipiendaire         | Équipe                                   |
| --------- | --------------------- | ---------------------------------------- |
| 1988-1989 | Jay Ness              | Mustangs de Rochester                    |
| 1989-1990 | Sean Marsan           | Musketeers de Sioux City                 |
| 1990-1991 | Brent Cary Beau Bilek | Lancers d'Omaha Buccaneers de Des Moines |
| 1991-1992 | Mike Figliomeni       | Flyers de Thunder Bay                    |
| 1992-1993 | Eric Rud              | Buccaneers de Des Moines                 |
| 1993-1994 | Nick Krueger          | Buccaneers de Des Moines                 |
| 1994-1995 | Brad Frattaroli       | Buccaneers de Des Moines                 |
| 1995-1996 | Jeremy Bautch         | Mustangs de Rochester                    |
| 1996-1997 | Mark Eaton            | Black Hawks de Waterloo                  |
| 1997-1998 | Shaun Winkler         | Huskies de North Iowa                    |
| 1998-1999 | Noah Clarke           | Buccaneers de Des Moines                 |
| 1999-2000 | Aaron Gill            | Mustangs de Rochester                    |
| 2000-2001 | Corey McLean          | Steel de Chicago                         |
| 2001-2002 | Nick Anderson         | Steel de Chicago                         |
| 2002-2003 | Jake Taylor           | Gamblers de Green Bay                    |
| 2003-2004 | Topher Scott          | Steel de Chicago                         |
| 2004-2005 | Christian Hanson      | Storm de Tri-City                        |
| 2005-2006 | Trevor Lewis          | Buccaneers de Des Moines                 |
| 2006-2007 | Zach Redmond          | Stampede de Sioux Falls                  |
| 2007-2008 | Joey Miller           | Musketeers de Sioux City                 |
| 2008-2009 | Mike Walsh            | Steel de Chicago                         |
| 2009-2010 | Derek Arnold          | Black Hawks de Waterloo                  |
| 2010-2011 | Tommy Olczyk          | Musketeers de Sioux City                 |
| 2011-2012 | Mike Ambrosia         | Phantoms de Youngstown                   |
| 2012-2013 | Ryan Siiro            | Stampede de Sioux Falls                  |
| 2013-2014 | Garrett Gamez         | Storm de Tri-City                        |